# Kathedrale von Warschau

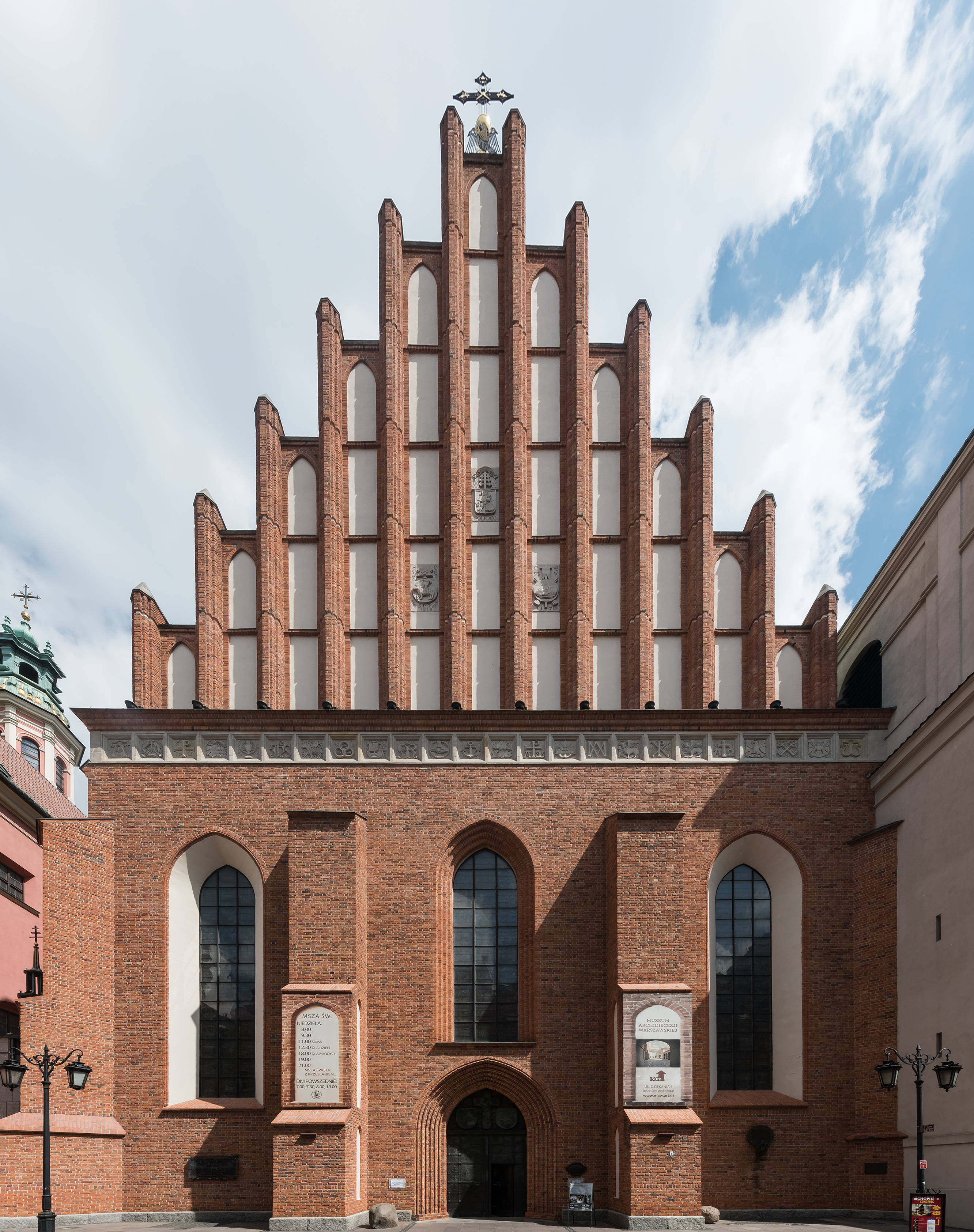
Außenansicht

Die Kathedrale von Warschau (polnisch Archikatedra Warszawska), offiziell Kathedralbasilika St. Johannes der Täufer zu Warschau (polnisch Bazylika archikatedralna św. Jana Chrzciciela w Warszawie), ist eine römisch-katholische Kathedrale in der polnischen Hauptstadt Warschau. Der gotische Sakralbau wurde 1339 erstmals urkundlich erwähnt und ist die älteste Kirche der Stadt.

## Geschichte

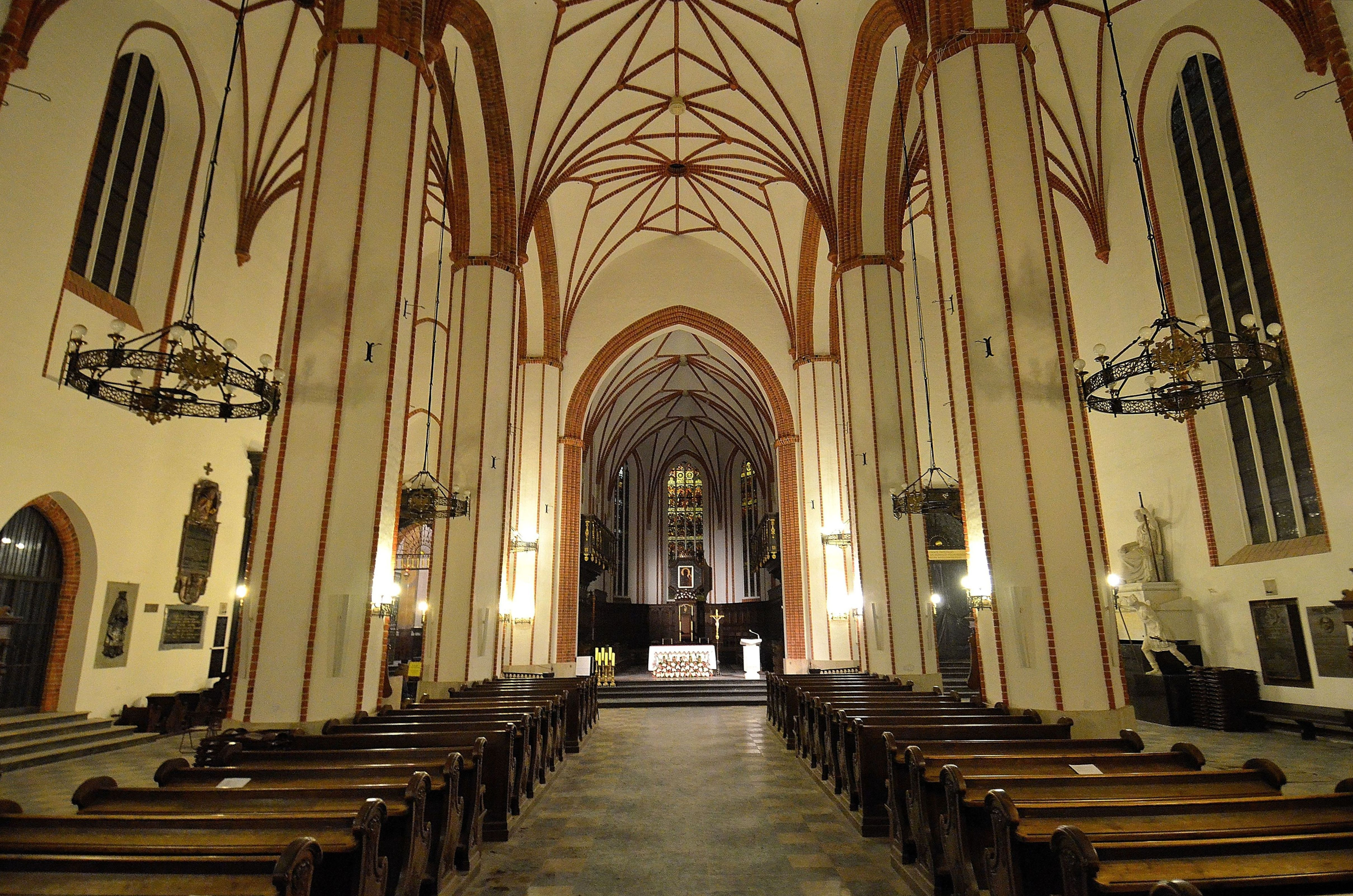
Innenansicht

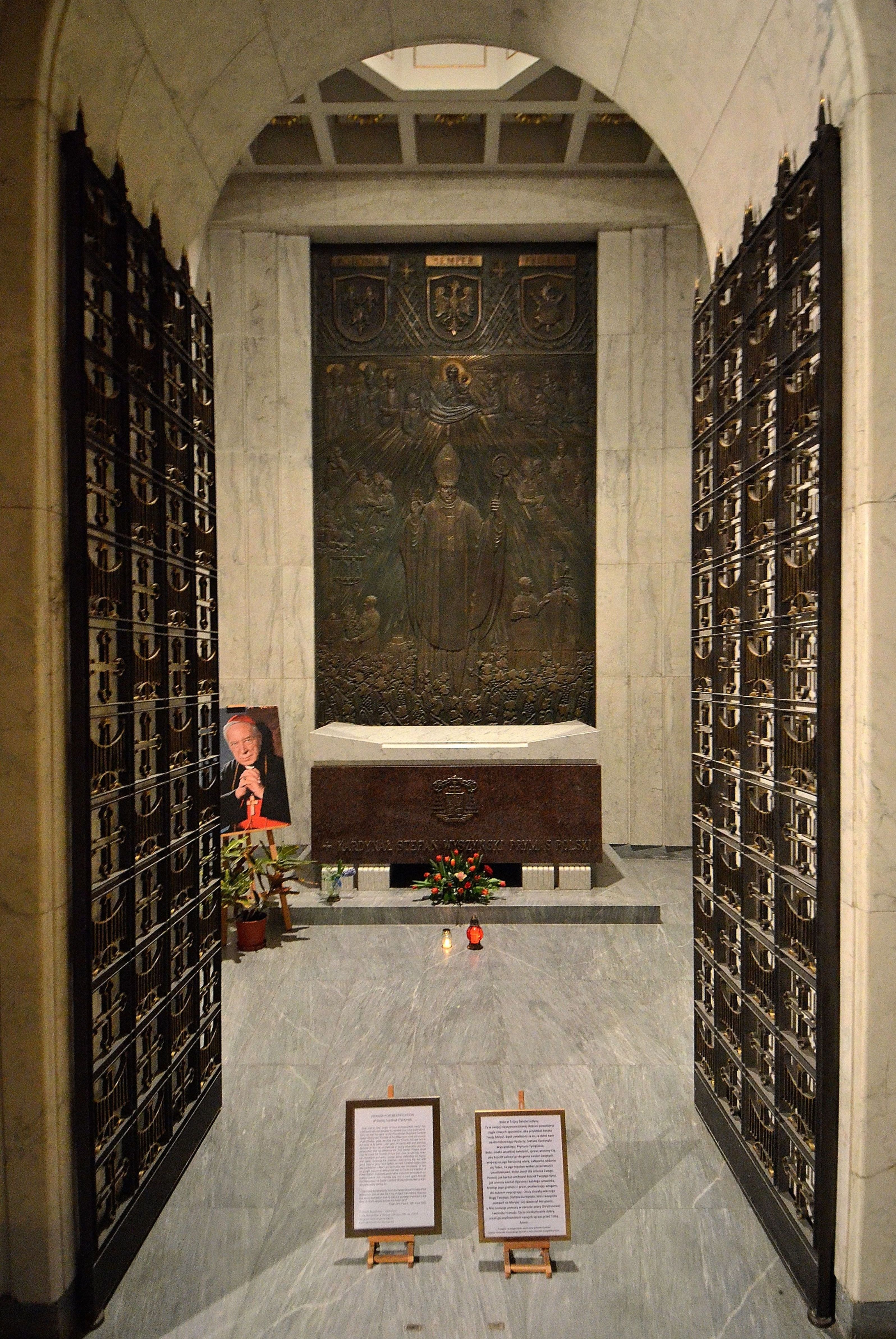
Grabkapelle von Stefan Wyszyński

Die Kathedrale liegt in der Johannesstraße zwischen dem Altstädter Ring und dem Schlossplatz in der Altstadt. Bereits gegen Ende des 13. Jahrhunderts entstand an der Stelle der heutigen Kathedrale eine hölzerne Kirche, die 1339 zur Stadtpfarrkirche von Warschau wurde. Außerdem kam sie auch als Grabstätte der Herzöge von Masowien zu Bedeutung. Deshalb ließ Herzog Janusz die Holzkirche 1390 durch einen gotischen Steinbau ersetzen. Wenig später wurde sie 1406 Kollegiatkirche. Es folgten mehrere Umbauten und Erweiterungen, bei denen die Kirche unter anderem eine neue barocke Fassade erhielt, während der gotische Kubus einer Hallenkirche weitgehend beibehalten wurde.
Im Inneren wurde von Johann III. Sobieski nach seinem Sieg in der Schlacht am Kahlenberg ein Chorgestühl gestiftet, das heute als Rekonstruktion erhalten ist. Eines der ältesten Ausstattungsstücke ist ein Kruzifix vom Anfang des 16. Jahrhunderts, das in der barocken Baryczkówkapelle aufgestellt ist. Ebenfalls aus dem Barock stammt ein Taufbecken aus schwarzem Marmor aus dem Jahre 1631. Darüber hinaus wurde von Bertel Thorvaldsen das klassizistische Grab der Familie Małachowski entworfen. Neben zahlreichen Krönungs- und Hochzeitszeremonien der polnischen Könige erfolgte am 3. Mai 1791 der Treueid auf die neue polnische Verfassung in der Kirche. Erst 1798 wurde sie als Kathedrale Sitz eines Bischofs und 1818 wurde das Bistum Warschau zum Erzbistum erhoben. Folgende Krönungen wurden in der Johanneskathedrale vollzogen: Cecylia Renata, die Ehefrau Władysław IV. Wasas am 13. September 1637; Eleonore von Habsburg, die Ehefrau Michael Wiśniowieckis am 19. Oktober 1670; Stanislaus I. Leszczyński und Katharina Opalińska am 4. Oktober 1704; und Stanislaus II. August am 25. November 1764.
Ihren bedeutendsten Umbau erfuhr die Kathedrale in der zweiten Hälfte des 19. Jahrhunderts. Nach einem Entwurf von Adam Idźkowski wurde die Kirche im Stil der englischen Neugotik vollkommen verändert. Besonders die Fassade wurde mit üppigen Zierrat wie Fialen und Statuen verändert. Durch diesen Umbau ging das historische Gepräge verloren. Endgültig zerstört wurde sie im Zweiten Weltkrieg. Erst brannte sie während des Warschauer Aufstands aus, 1944 wurde dann von den abrückenden deutschen Soldaten die Fassade gesprengt. Wie vom ganzen Straßenzug der Ulica Świętojańska und der anliegenden Jesuitenkirche blieb auch von diesem Gotteshaus nicht mehr als die Grundmauern erhalten, auch der hintere Teil der Kirche war schwer beschädigt. Lediglich der südlich anschließende ältere Glockenturm blieb teilweise erhalten.
Da von der alten Kirche kaum etwas übrig geblieben war, konnte der Wiederaufbau ohne Anlehnung an das neugotische Aussehen erfolgen. Unter Leitung des Architekten Jan Zachwatowicz begann der 1947 grundlegende Wiederaufbau, der 1954 abgeschlossen wurde. Von der alten Kirche wurde nur der Grundriss, die Lage der Frontfenster und die Höhe des Dachansatzes übernommen, das ganze Gebäude wurde in Nachahmung der Masowischen Gotik neu ausgeführt. An Stelle der alten neugotisch geschmückten Fassade, trat ein Treppengiebel aus Backstein, dessen einzelne Felder weiß verputzt wurden. In die Seitenfassade wurde zur Erinnerung an die Zerstörung eine Raupe des ferngesteuerten Goliath eingebaut, der 1944 zur Vernichtung der Altstadt eingesetzt wurde. Das übrige Äußere entstand ebenfalls aus Backstein. Das schlichte Bronzetor mit seinem Relief wurde von Stanisław Marzyński und Andrzej Jabłoński geschaffen. Als Verzierung der Außenmauern wurde ein Steinfries von Kazimierz Knothe eingesetzt. Der Innenraum wurde auch neu konzipiert, so dass zwar die alten gotischen Sterngewölbe nachgeahmt, die Mauern jedoch neben kleineren Backsteinelementen größtenteils weiß verputzt wurden. Die frühere üppige Ausstattung und die vielen Bürgerepitaphien aus der Renaissance und des Barock konnten nicht vollständig wiederhergestellt werden. Die Glasfenster, die in die neuen gotischen Fenster mit vereinfachtem Maßwerk eingesetzt wurden, stammen von Zbigniew Łoskot und Wacław Taranczewski. 1960 wurde die Kathedralkirche zur Basilika minor erhoben.
Die Kirche beherbergt neben den Grabmälern der Warschauer Bischöfe (u. a. Stefan Wyszyński und Józef Glemp) und der Masowischen Herzöge auch Gräber zahlreicher wichtiger Persönlichkeiten Polens. So ruhen in ihrer Krypta unter anderem der letzte polnische König Stanislaus II. August, dessen sterbliche Überreste aus Grodno überführt wurden, der Literaturnobelpreisträger Henryk Sienkiewicz, der Komponist und Politiker Ignacy Jan Paderewski sowie die beiden ersten polnischen Präsidenten Gabriel Narutowicz und Ignacy Mościcki. 

## Orgel

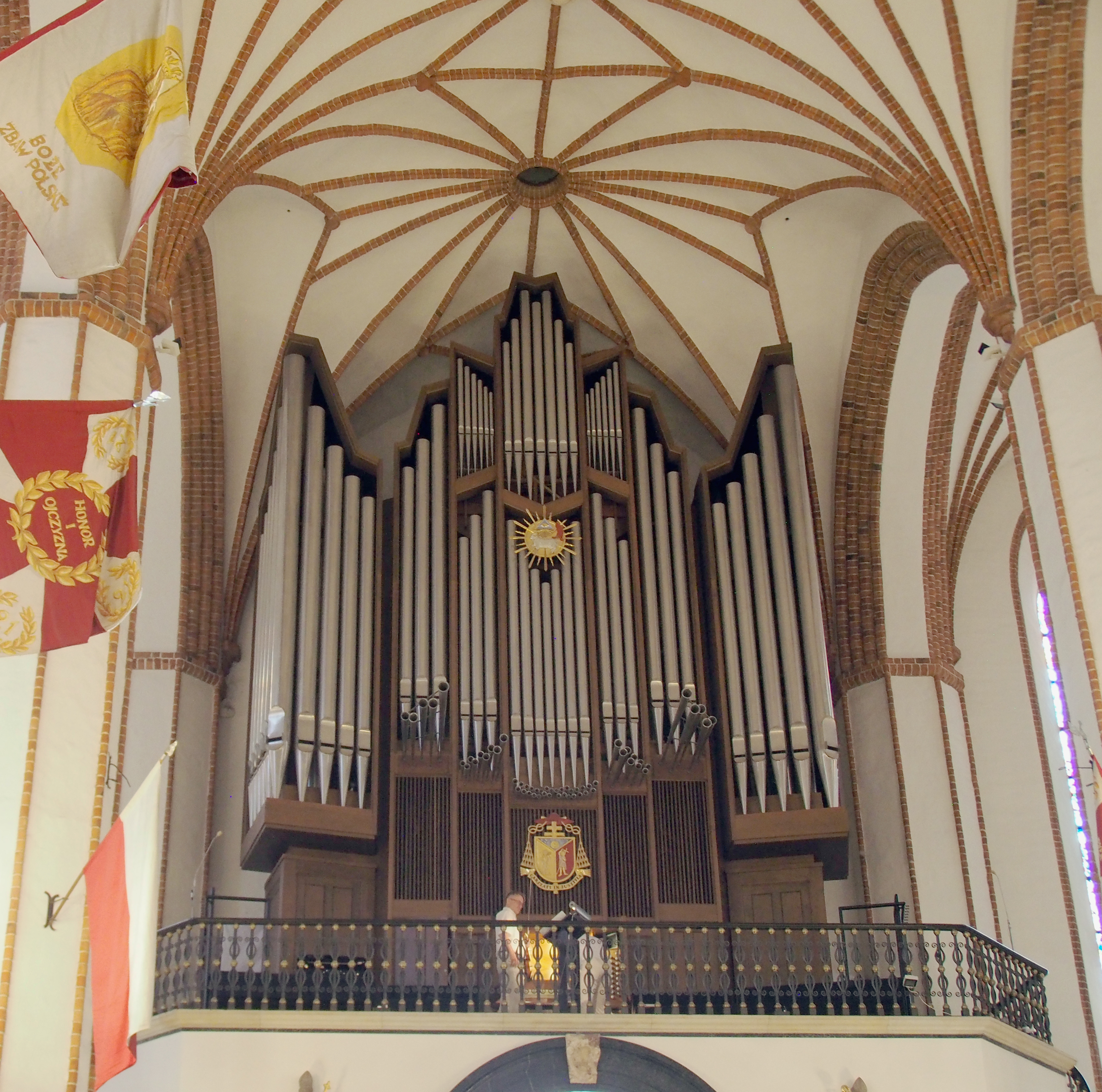
Orgel

Nach dem Zweiten Weltkrieg dienten zunächst drei gebrauchte Instrumente in der wiederaufgebauten Kathedrale. 1983 begannen die Planungen einer neuen Orgel im Westchor. Die Disposition stammte von dem Warschauer Jerzy Erdmann, die Gehäusegestaltung lag in Händen von Walter Supper. Das Instrument wurde von der deutschen Firma Hermann Eule aus Bautzen als deren op. 536 errichtet und am 8. Dezember 1987 von Józef Glemp geweiht, dessen Wappen am Gehäuse angebracht ist. Die rein mechanische Orgel hat 60 Register auf drei Manualwerken und Pedal.
| I Hauptwerk C–a3   |        |
| Prinzipal          | 16′    |
| Prinzipal          | 8′     |
| Gambe              | 8′     |
| Rohrflöte          | 8′     |
| Quinte             | 5 1⁄3′ |
| Oktave             | 4′     |
| Koppelflöte        | 4′     |
| Quinte             | 2 ⁄3′  |
| Superoktave        | 2′     |
| Cornett V          | 8′     |
| Großmixtur IV      | 2′     |
| Kleinmixtur IV     | 1 ⁄3′  |
| Trompete           | 16′    |
| Trompete           | 8′     |
| Spanische Trompete | 8′     |

| II Oberwerk C–a3 |       |
| Prinzipal        | 8′    |
| Holzgedackt      | 8′    |
| Quintadena       | 8′    |
| Unda maris       | 8′    |
| Oktave           | 4′    |
| Rohrflöte        | 4′    |
| Salizet          | 4′    |
| Nasard           | 2 ⁄3′ |
| Superoctave      | 2′    |
| Quinte           | 1 ⁄3′ |
| Echocornett V    | 8′    |
| Scharff IV       | 1′    |
| Cromorne         | 8′    |
| Clarion          | 4′    |
| Tremulant        |       |

| III Schwellwerk C–a3 |        |
| Bourdon              | 16′    |
| Metallflöte          | 8′     |
| Bellgambe            | 8′     |
| Flute harmonique     | 8′     |
| Vox coelestis II     | 8′     |
| Prinzipal            | 4′     |
| Flute douce II       | 4′     |
| Quintflöte           | 2 ⁄3′  |
| Blockflöte           | 2′     |
| Terz                 | 1 3⁄5′ |
| Sifflöte             | 1′     |
| Mixtur IV-V          | 2′     |
| Trompet harmonique   | 8′     |
| Hautbois             | 8′     |
| Vox humana           | 8′     |
| Clairon              | 4′     |
| Tremulant            |        |

| Pedalwerk C–f1 |        |
| Majorbaß       | 32′    |
| Prinzipal      | 16′    |
| Violon         | 16′    |
| Subbaß         | 16′    |
| Oktave         | 8′     |
| Baßflöte       | 8′     |
| Cello          | 8′     |
| Quinte         | 5 1⁄3′ |
| Oktave         | 4′     |
| Flöte          | 4′     |
| Dolkan         | 2′     |
| Mixtur IV      | 2 ⁄3′  |
| Posaune        | 16′    |
| Holztrompete   | 8′     |
| Clarine        | 4′     |

- Koppeln: III/II, III/I, II/I, I/P, II/P, III/P (teils mechanisch, teils elektrisch)